# Plaisance-du-Touch
Plaisance-du-Touch is een gemeente in het Franse departement Haute-Garonne (regio Occitanie). De gemeente telde 20.471 inwoners op 1 januari 2022. De plaats maakt deel uit van het arrondissement Toulouse en ook van de Communauté de Communes Le Grand Ouest Toulousain.

## Geschiedenis
De plaats werd voor het eerst vermeld in 1164 als (Bonnemaison de) Minhac en ontstond op de linkeroever van de Touch. In de 13e kwam er een baljuw en werd er op hoger gelegen terrein een koninklijke bastide gesticht met de naam Plaisance (de Minhac). De bastide werd genoemd naar de Italiaanse stad Piacenza. De kerk Saint-Barthélémy werd gebouwd in de 14e eeuw. Haar huidige naam kreeg de gemeente in 1891.

## Geografie
De oppervlakte van Plaisance-du-Touch bedroeg op 1 januari 2022 26,53 vierkante kilometer; de bevolkingsdichtheid was toen 771,6 inwoners per km². De gemeente ligt in de vallei van de Touch.
De onderstaande kaart toont de ligging van Plaisance-du-Touch met de belangrijkste infrastructuur en aangrenzende gemeenten.

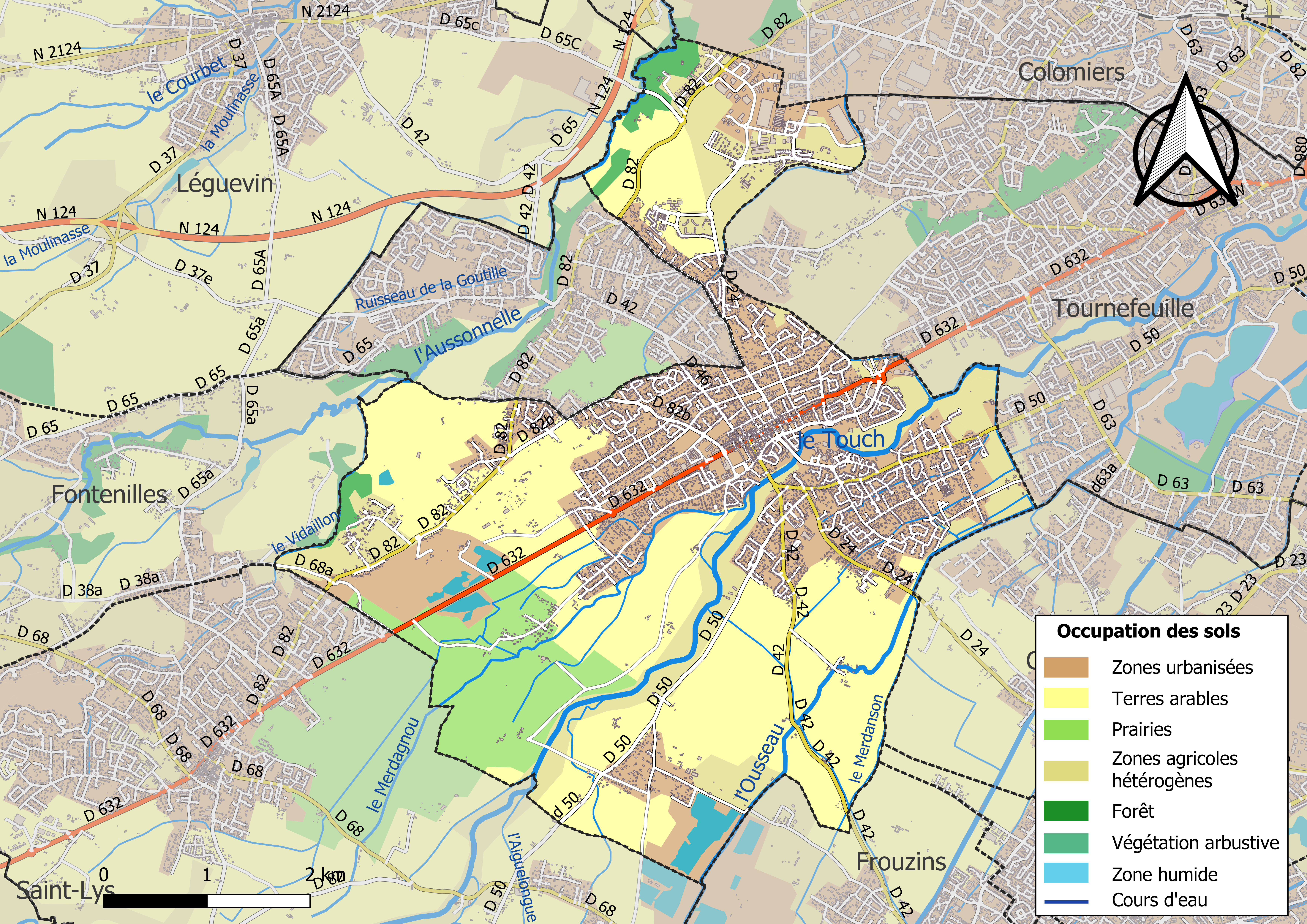

## Demografie
De figuur toont het verloop van het inwonertal (bron: INSEE-tellingen).